# Patrick Levaye
Patrick Levaye (né le 26 juillet 1952 à Orléans, dans le Loiret) est un haut fonctionnaire et un écrivain français.
Auteur, entre autres, d'un ouvrage sur le catholicisme, et sur le bienheureux Charles de Foucauld, Patrick Levaye a occupé plusieurs fonctions à haute responsabilité au ministère de l'Intérieur, au ministère de la Défense ainsi qu'au secrétariat d'État aux Anciens combattants. Il fut membre du Rassemblement pour la République, durant une quinzaine d'années, à partir de 1979. Il est également chevalier de l'ordre souverain de Malte, délégué des œuvres hospitalières françaises pour le 12e arrondissement de Paris depuis le début des années 2000, et officier de réserve.

## Biographie
Fils unique d'une famille de la classe moyenne, Patrick Levaye suit, à Puteaux (Hauts-de-Seine), une scolarité sans difficulté jusqu'au baccalauréat scientifique. Après avoir obtenu ce diplôme, en 1969 avec la mention « Assez bien », Patrick Levaye effectue une prépa agronomie et est admissible à un concours vétérinaire. Il décide, finalement, de se tourner vers des études de botanique. Il obtient une licence de botanique.
Patrick Levaye, qui souhaitait mener une carrière professionnelle dans la fonction publique, décide de se présenter au concours de l'Institut régional d'administration (IRA), qu'il réussit en 1975. Sorti diplômé de l'IRA de Metz en 1977, il effectue son service militaire (à l'époque, obligatoire) à la brigade de sapeurs-pompiers de Paris. Après son service militaire, il entra au ministère de l'Économie, des Finances et de l'Industrie, à la Direction de la Prévision, comme attaché à l'Administration centrale.
En 1982, il entre à l'ENA, dans la promotion « Léonard de Vinci ». Dans cette promotion fut également admis, aux côtés de Patrick Levaye, Richard Descoings (ancien directeur de l'Institut d'études politiques de Paris), Patrick Galouzeau de Villepin (frère de Dominique de Villepin), Jean-François Cirelli (président de BlackRock France), Jean-Claude Mallet (ancien secrétaire général de la défense nationale), François Asselineau (deuxième de promotion et Président de l'Union Populaire Républicaine), entre autres.
À la suite de l'obtention du diplôme de l'ENA, en 1985, Patrick Levaye mène une carrière de haut fonctionnaire « intéressante » et « exemplaire », selon les termes de certains de ses anciens camarades de promotion.

## Fonctions administratives et politiques occupées
- 1979 - 1982 : attaché, à l'administration centrale, au sein de la direction de la prévision (Ministère de l'Économie, des Finances et de l'Industrie) ;
- 1982 - 1985 : élève à l'École nationale d'ddministration, promotion « Léonard de Vinci » ;
- 1985 - 1989 : administrateur civil à la direction générale de la police nationale (DGPN) (ministère de l'Intérieur) ;
- 1989 - 1992 : secrétaire Général de la préfecture de Tarn-et-Garonne ;
- 1992 - 1994 : chef de bureau des affaires budgétaires au ministère de l'Intérieur ;
- 1994 - 1999 : sous-directeur de l'administration et de la modernisation à la direction de la défense et de la sécurité civiles (ministère de l'Intérieur) ;
- 1999 - 2002 : sous-directeur du budget à la préfecture de Police de Paris ;
- 2002 - 2007 : conseiller de la ministre de la Défense, Michèle Alliot-Marie ;
- 2002 - 2003 : conseiller technique au cabinet du secrétaire d'État à la Défense chargé des anciens combattants (SEDAC), Hamlaoui Mekachera ;
- 2003 - 2004 : directeur-adjoint au cabinet du secrétariat d'État à la Défense chargé des anciens combattants (SEDAC) ;
- 2004 - février 2007 : directeur-adjoint au cabinet du Ministre délégué aux anciens combattants, Hamlaoui Mékachéra ;
- Février 2007 - mai 2007 : directeur de cabinet au ministère délégué aux anciens combattans ;
- Septembre 2007 - juin 2008 : rapporteur à la Commission du Livre Blanc sur la Défense et la Sécurité nationale ;
- Janvier 2009 - juin 2012 : directeur de projet sur les « Titres sécurisés (TS) » au ministère de l'Intérieur ;
- Depuis juillet 2012 : adjoint au délégué interministériel à la sécurité privée (DISP) au ministère de l'Intérieur.

## Œuvres littéraires
- Géopolitique du Catholicisme,  Éditions Ellipses, 2007 •  (ISBN 978-2-7298-3523-1)).
- Charles de Foucauld : Repères pour Aujourd'hui, Éditions Première Partie, décembre 2016 •  (ISBN 978-2-36526-128-9)) ;

## Récompenses et distinctions
- Chevalier de la Légion d'Honneur ;
- Chevalier de l'Ordre national du Mérite ;
- Chevalier du Mérite agricole ;
- Chevalier de l'ordre souverain de Malte.